# Лукаш Крайчек
Лукаш Крайчек (чеськ. Lukáš Krajíček; нар. 11 березня 1983, Простейов) — чеський хокеїст, що грав на позиції захисника. Грав за збірну команду Чехії.

## Ігрова кар'єра
Хокейну кар'єру розпочав 1998 року виступами на молодіжному рівні за команду «Барум Злін». Влітку 1999 року Лукаш перебрався в Північну Америку, де грав за клуб «Пітерборо Пітс» (ОХЛ).
2001 року був обраний на драфті НХЛ під 24-м загальним номером командою «Флорида Пантерс».
Сезон 2003–04 чех відіграв як за клуб «Флорида Пантерс» так і за фарм-клуб «Сан-Антоніо Ремпедж».
Влітку 2006 року Лукаш перейшов до «Ванкувер Канакс» ще через два сезони до «Тампа-Бей Лайтнінг».
Сезон 2009–10 став останнім в НХЛ для чеха, який він провів у складі команди «Філадельфія Флаєрс».
27 травня 2011 року Крайчек підписав контракт з клубом КХЛ «Динамо» (Мінськ). Разом із Дмитром Коробовим утворив першу пару команди. У першому тижні сезону 2011–12 отримав звання найкращого захисника.
Завершив ігрову кар'єру, що тривала 19 років виступами за команду «Оцеларжи».
Загалом провів 362 матчі в НХЛ, включаючи 34 гри плей-оф Кубка Стенлі.
Був гравцем молодіжної збірної Чехії, у складі якої брав участь у 13 іграх. Виступав за національну збірну Чехії, на головних турнірах світового хокею провів 31 гру в її складі.

## Нагороди та досягнення
- Чемпіон Чехії в складі «Оцеларжи» — 2019.

## Статистика

### Клубні виступи
| Сезон        | Клуб                             | Ліга         | Регулярний сезон | Регулярний сезон | Регулярний сезон | Регулярний сезон | Регулярний сезон | Плей-оф | Плей-оф | Плей-оф | Плей-оф | Плей-оф |
| Сезон        | Клуб                             | Ліга         | І                | Г                | П                | О                | ШХ               | І       | Г       | П       | О       | ШХ      |
| ------------ | -------------------------------- | ------------ | ---------------- | ---------------- | ---------------- | ---------------- | ---------------- | ------- | ------- | ------- | ------- | ------- |
| 1998–99      | «Барум Злін»                     | ЧЕ U20       | 48               | 8                | 18               | 26               | 40               | —       | —       | —       | —       | —       |
| 1999–2000    | «Детройт Компьювеар Амбассадорс» | ПАХЛ         | 53               | 5                | 22               | 27               | 61               | 5       | 0       | 1       | 1       | 18      |
| 2000–01      | «Пітерборо Пітс»                 | ОХЛ          | 61               | 8                | 27               | 35               | 54               | 7       | 0       | 5       | 5       | 0       |
| 2001–02      | «Пітерборо Пітс»                 | ОХЛ          | 55               | 10               | 32               | 42               | 56               | 6       | 0       | 5       | 5       | 6       |
| 2001–02      | «Флорида Пантерс»                | НХЛ          | 5                | 0                | 0                | 0                | 0                | —       | —       | —       | —       | —       |
| 2002–03      | «Пітерборо Пітс»                 | ОХЛ          | 52               | 11               | 42               | 53               | 42               | 7       | 0       | 3       | 3       | 0       |
| 2002–03      | «Сан-Антоніо Ремпедж»            | АХЛ          | 3                | 0                | 1                | 1                | 0                | 3       | 0       | 0       | 0       | 0       |
| 2003–04      | «Сан-Антоніо Ремпедж»            | АХЛ          | 54               | 5                | 12               | 17               | 24               | —       | —       | —       | —       | —       |
| 2003–04      | «Флорида Пантерс»                | НХЛ          | 18               | 1                | 6                | 7                | 12               | —       | —       | —       | —       | —       |
| 2004–05      | «Сан-Антоніо Ремпедж»            | АХЛ          | 78               | 2                | 22               | 24               | 57               | —       | —       | —       | —       | —       |
| 2005–06      | «Флорида Пантерс»                | НХЛ          | 67               | 2                | 14               | 16               | 50               | —       | —       | —       | —       | —       |
| 2006–07      | «Ванкувер Канакс»                | НХЛ          | 78               | 3                | 13               | 16               | 64               | 12      | 0       | 2       | 2       | 12      |
| 2007–08      | «Ванкувер Канакс»                | НХЛ          | 39               | 2                | 9                | 11               | 36               | —       | —       | —       | —       | —       |
| 2008–09      | «Тампа-Бей Лайтнінг»             | НХЛ          | 71               | 2                | 17               | 19               | 48               | —       | —       | —       | —       | —       |
| 2009–10      | «Тампа-Бей Лайтнінг»             | НХЛ          | 23               | 0                | 1                | 1                | 21               | —       | —       | —       | —       | —       |
| 2009–10      | «Норфолк Адміралс»               | АХЛ          | 15               | 0                | 6                | 6                | 8                | —       | —       | —       | —       | —       |
| 2009–10      | «Філадельфія Флаєрс»             | НХЛ          | 27               | 1                | 1                | 2                | 14               | 22      | 0       | 3       | 3       | 8       |
| 2010–11      | «Оцеларжи»                       | ЧЕ           | 48               | 6                | 14               | 20               | 84               | 18      | 3       | 4       | 7       | 22      |
| 2011–12      | «Динамо» (Мінськ)                | КХЛ          | 40               | 2                | 12               | 14               | 34               | 4       | 0       | 0       | 0       | 6       |
| 2012–13      | «Динамо» (Мінськ)                | КХЛ          | 51               | 1                | 6                | 7                | 66               | —       | —       | —       | —       | —       |
| 2013–14      | «Динамо» (Мінськ)                | КХЛ          | 52               | 2                | 14               | 16               | 63               | —       | —       | —       | —       | —       |
| 2014–15      | «Динамо» (Мінськ)                | КХЛ          | 51               | 2                | 16               | 18               | 33               | 5       | 1       | 0       | 1       | 4       |
| 2015–16      | «Динамо» (Мінськ)                | КХЛ          | 44               | 0                | 8                | 8                | 58               | —       | —       | —       | —       | —       |
| 2016–17      | «Динамо» (Мінськ)                | КХЛ          | 18               | 0                | 4                | 4                | 16               | —       | —       | —       | —       | —       |
| 2016–17      | «Оцеларжи»                       | ЧЕ           | 23               | 1                | 5                | 6                | 8                | 6       | 0       | 4       | 4       | 6       |
| 2017–18      | «Оцеларжи»                       | ЧЕ           | 40               | 5                | 11               | 16               | 28               | 18      | 3       | 11      | 14      | 6       |
| 2018–19      | «Оцеларжи»                       | ЧЕ           | 31               | 5                | 16               | 21               | 20               | —       | —       | —       | —       | —       |
| 2019–20      | «Оцеларжи»                       | ЧЕ           | 19               | 1                | 7                | 8                | 10               | —       | —       | —       | —       | —       |
| Усього в НХЛ | Усього в НХЛ                     | Усього в НХЛ | 328              | 11               | 61               | 72               | 245              | 34      | 0       | 5       | 5       | 20      |
| Усього в ЧЕ  | Усього в ЧЕ                      | Усього в ЧЕ  | 161              | 18               | 53               | 71               | 150              | 42      | 6       | 19      | 25      | 34      |
| Усього в КХЛ | Усього в КХЛ                     | Усього в КХЛ | 257              | 7                | 60               | 67               | 270              | 9       | 1       | 0       | 1       | 10      |

### Збірна
| Рік                | Команда            | Турнір             | Місце              | І  | Г | П | О | ШХ |
| ------------------ | ------------------ | ------------------ | ------------------ | -- | - | - | - | -- |
| 2002               | Чехія              | МЧС                | 8-е                | 7  | 1 | 3 | 4 | 6  |
| 2003               | Чехія              | МЧС                | 5-е                | 6  | 2 | 2 | 4 | 2  |
| 2006               | Чехія              | ЧС                 | 2                  | 9  | 0 | 0 | 0 | 8  |
| 2011               | Чехія              | ЧС                 | 3                  | 8  | 0 | 1 | 1 | 8  |
| 2012               | Чехія              | ЧС                 | 3                  | 10 | 1 | 3 | 4 | 6  |
| 2014               | Чехія              | ОІ                 | 6-е                | 4  | 0 | 0 | 0 | 0  |
| Молодіжна збірна   | Молодіжна збірна   | Молодіжна збірна   | Молодіжна збірна   | 13 | 3 | 5 | 8 | 8  |
| Національна збірна | Національна збірна | Національна збірна | Національна збірна | 31 | 1 | 4 | 5 | 22 |